# Mreža TV
Mreža TV — хорватский региональный телеканал.

## Описание
Образован в 1996 году под названием Телевидение Мославины (хорв. Televizija Moslavina) в Кутине. Позже назывался Независимое телевидение (хорв. Nezavisna televizija) или сокращённо NeT. Сейчас после объединения сети телеканалов носит название Mreža TV.
Сетку вещания наполовину составляют программы собственного производства, и наполовину сериалы и фильмы. По этому телевизионному каналу иногда показываются эксклюзивные фильмы и передачи, не идущие по другим каналам. В штат входят порядка 80 работников из 5 крупных городов: Загреб, Беловар, Сисак, Кутина и Сплит, где находятся региональные отделения. Центр — город Володер.

## Вещание
Телеканал вещает в 4-м и 8-м региональном мультиплексах: к 4-му относятся Загреб, Крапина-Загорье, частично Сисак и Карловац (аудитория 1,5 млн. зрителей); к 8-м относятся Сплит, Далмация и Дубровник.